# Holme (Nottinghamshire)
Holme – wieś w Anglii, w hrabstwie Nottinghamshire, w dystrykcie Newark and Sherwood. Leży 30 km na północny wschód od miasta Nottingham i 185 km na północ od Londynu.